# Енн К'юсак
Енн К'юсак (англ. Ann Cusack, нар. 22 травня 1961) — американська акторка та співачка.

## Життя і кар'єра
Енн К'юсак народилася в Брукліні, Нью-Йорк в родині актора Річарда К'юсак. Її брат Джон і сестра Джоан К'юсак теж актори. Вивчала акторську майстерність в Нью-Йоркському університеті, а після його закінчення працювала на театральній сцені в Чикаго.
К'юсак дебютувала на екрані у фільмі 1992 року «Їх власна ліга», а після грала невеликі ролі в таких картинах, як «Здатна на все» (1993) і «Людина епохи Відродження» (1994). На телебаченні її кар'єра складалася краще і в 1996 році вона отримала головну жіночу роль в ситкомі «Шоу Джеффа Фоксуорт», в якому знімалася протягом сезону. Її перша і остання головна роль була в ситкомі каналу Lifetime «Меггі» (1998-1999), який був закритий після одного сезону.
К'юсак протягом своєї кар'єри з'явилася в епізодах понад 40 телешоу, серед яких були «Скандал», «Слідство по тілу», «Приватна практика», «Мислити як злочинець», «Загін «Антитерор»», «Брати і сестри», «Юристи Бостона», «Анатомія пристрасті», «Зачаровані», «Фрейзер» і «Вона написала вбивство». Також вона з'явилася в мінісеріалах «Із Землі на Місяць» і «Загублена кімната», і зіграла роль матері головного героя в телефільмі 2009 року «Ейс Вентура молодший».

### Музика
У серпні 2021 року Кьюсак сформувала музичний гурт під назвою «Ann Cusack and the Generation Jones Band», вокалісткою якого вона є.

## Фільмографія
- Їх власна ліга (1992)
- Здатна на все (1993)
- Людина епохи Відродження (1994)
- Танкистка (1995)
- Шоу Джеффа Фоксуорт (23 епізоду, 1995-1997)
- Клітка для пташок (1996)
- Я і мої клони (1996)
- Мої дорогі американці (1996)
- Людина Канн (1996)
- Вбивство у Гросс-Пойнті (1997)
- Опівночі у саду добра і зла (1997)
- Пеорія - Вавилон (1997)
- Із Землі на Місяць (2 епізоду, 1998)
- Меггі (22 епізоду, 1998-1999)
- Стигмати (1999)
- З якої ти планети? (2000)
- Чорна річка (2001)
- Страж сестри моєї (2002)
- Польське братство, Нью-Гемпшир (8 епізодів, 2003)
- Смертельний контакт: Пташиний грип в Америці (2006)
- Нас прийняли (2006)
- Відчуття бачення (2006)
- Загублена кімната (2 епізоду, 2006)
- Сусід (2007)
- Поцілуночок (2009)
- Ейс Вентура молодший (2009)
- Інформатор! (2009)
- Мислити як злочинець (1 епізод, 2010)
- Травма (1 епізод, 2010)
- У простому вигляді (1 епізод, 2010)
- Приватна практика (5 епізодів, 2009-2011)
- Закон Геррі (1 епізод, 2011)
- Слідство по тілу (1 епізод, 2012)
- Зої Харт з південного штату (2 епізоду, 2012)
- Скандал (1 епізод, 2012)
- Майстри сексу (1 епізод, 2013)
- Салліван і син (1 епізод, 2014 року)
- Стерв'ятник (2014 року)
- Бекстром (1 епізод, 2015)
- Фарго (1 епізод, 2015)
- Касл (2 епізоду, 2015-2016)
- Грімм (1 епізод, 2016)
- Саллі (2016)
- Краще телефонуйте Солу (3 епізоду, 2016-2017)
- Містер Мерседес (2017)
- Касл-Рок (2018)